# Koszihai járás
A Koszihai járás (oroszul Косихинский район) Oroszország egyik járása az Altaji határterületen. Székhelye Kosziha.

A Koszihai járás az Altaji határterületen

## Népesség
- 1989-ben 21 863 lakosa volt.
- 2002-ben 20 494 lakosa volt, melyből 18 801 orosz, 839 német, 337 ukrán, 89 fehérorosz, 66 csuvas, 60 tatár, 54 örmény, 31 azeri stb.
- 2010-ben 17 927 lakosa volt.